# Архиепархия Бостона
Архиепархия Бостона (лат. Archidioecesis Bostoniensis) — архиепархия Римско-Католической церкви с центром в городе Бостон, США. В митрополию Бостона входят епархии Берлингтона, Вустера, Манчестера, Портленда, Спрингфилда, Фолл-Ривера. Кафедральным собором архиепархии Бостона является Собор Святого Креста.

## История
8 апреля 1808 года Римский папа Пий VII издал бреве Ex debito, которым учредил епархию Бостона, выделив её из епархии Балтимора. 29 ноября 1843 года епархия Бостона уступила часть своей территории епархии Хартфорда.
29 июля 1853 года епархия Бостона уступила часть своей территории новым епархиям Бёрлингтона и Портленда. 14 июня 1870 года и 16 февраля 1872 года епархия Бостона уступила часть своей территории епархиям Спрингфилда и Провиденса.
12 февраля 1875 года епархия Бостона была возведена в ранг архиепархии.

## Ординарии архиепархии
- епископ Жан-Луи Лефевр де Шеверю (08.04.1808 — 13.01.1823) — назначен епископом Монтобана
- епископ Бенедикт Джозеф Фенвик (10.05.1825 — 11.08.1846)
- епископ Джон Бернард Фитцпатрик[англ.] (11.08.1846 — 13.02.1866)
- архиепископ Джон Джозеф Уильямс[англ.] (13.02.1866 — 30.08.1907)
- кардинал Уильям Генри О’Коннелл (30.08.1907 — 22.04.1944)
- кардинал Ричард Джеймс Кушинг (25.09.1944 — 08.09.1970)
- кардинал Умберто Сужа Медейрош (08.09.1970 — 17.09.1983)
- кардинал Бернард Фрэнсис Лоу (11.01.1984 — 13.12.2002)
- кардинал Шон Патрик О’Мелли (01.07.2003 — 05.08.2024)
- архиепископ Ричард Гарт Хеннинг (с 05.08.2024)

## Источник
- Annuario Pontificio, Libreria Editrice Vaticana, Città del Vaticano, 2003, ISBN 88-209-7422-3;
- Бреве Ex debito, Bullarium pontificium Sacrae congregationis de propaganda fide, т. IV, Romae, 1841, стр. 339 Архивная копия от 2 апреля 2015 на Wayback Machine  (лат.).